# 아프리카펭귄

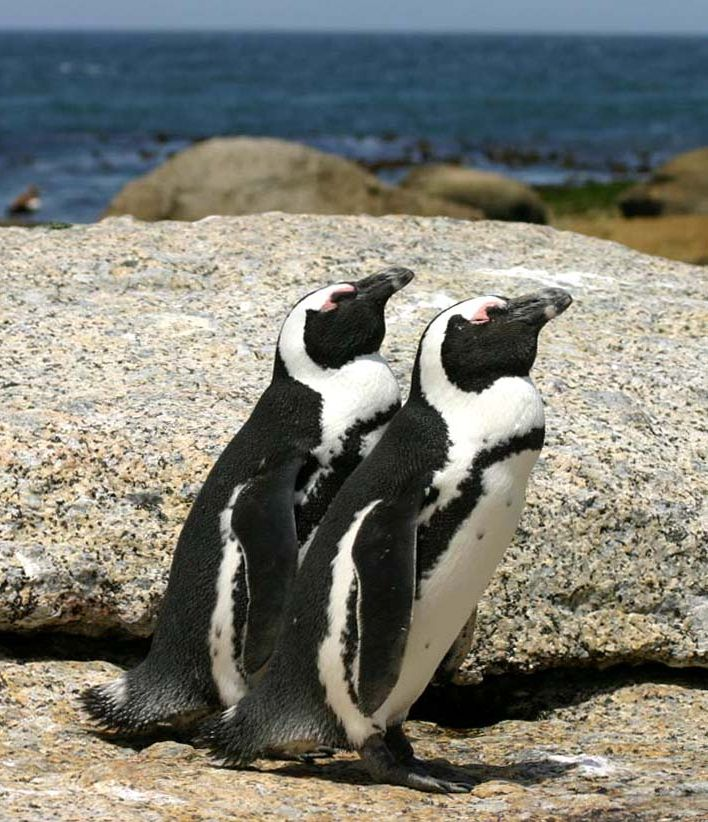
Spheniscus demersus

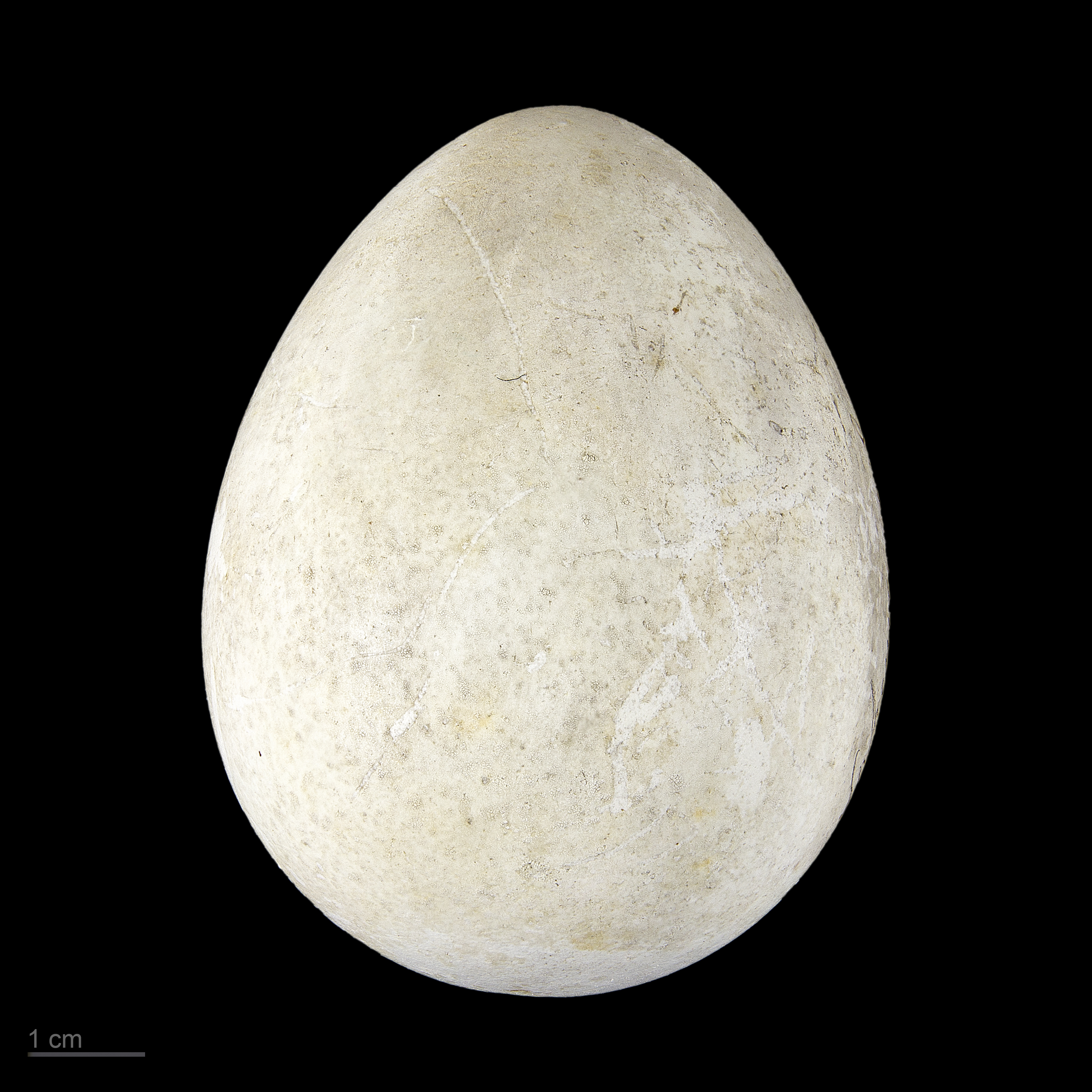
Spheniscus demersus

아프리카펭귄(Spheniscus demersus)은 줄무늬펭귄속의 펭귄 종이다. 자카스펭귄(jackass penguin)이라고도 한다. 먹이로는 정어리 멸치 오징어 등이 있으며 이름 그대로 아프리카의 남아프리카공화국 과 주위 섬들에 서식하고 개체수는 점점 줄어들고 있다.

## 같이 보기
- 멸종위기종

1. ↑  국가생물다양성센터. “Spheniscus demersus  (Linnaeus, 1758) 케이프펭귄”. 《국가 생물다양성 정보공유체계》.